# Ōgaki, Gifu
Ōgaki (大垣市 (Đại Viên thị) Ōgaki-shi) là một thành phố thuộc tỉnh Gifu, Nhật Bản.